# Euschmidtia shinyangana
Euschmidtia shinyangana är en insektsart som beskrevs av Marius Descamps 1964. Euschmidtia shinyangana ingår i släktet Euschmidtia och familjen Euschmidtiidae. Inga underarter finns listade i Catalogue of Life.